# Prywatny bal
Prywatny bal – drugi singel polskiej piosenkarki Cyrko z jej debiutanckiego minialbumu, zatytułowanego Prywatny bal. Singel został wydany 20 stycznia 2023.
Kompozycja znalazła się na 23. miejscu listy OLiA, najczęściej odtwarzanych utworów w polskich rozgłośniach radiowych. Nagranie otrzymało w Polsce status diamentowego singla, przekraczając liczbę 250 tysięcy sprzedanych kopii.

## Geneza utworu i historia wydania
Piosenka została napisana i skomponowana przez Martynę Cyrko oraz Dawida Wiśniewskiego, który również odpowiada za produkcję utworu.
Singel ukazał się w formacie digital download 20 stycznia 2023 w Polsce za pośrednictwem wytwórni płytowej Sony Music Entertainment Poland. Piosenka została umieszczona na debiutanckim minialbumie Cyrko – Prywatny bal.

## „Prywatny bal” w stacjach radiowych
Nagranie było notowane na 23. miejscu w zestawieniu OLiA, najczęściej odtwarzanych utworów w polskich rozgłośniach radiowych.

## Teledysk
Do utworu powstał teledysk w reżyserii Piotra Adamowicza, który udostępniono w dniu premiery singla za pośrednictwem serwisu YouTube.

## Lista utworów
- Digital download[2]

1. „Prywatny bal” – 2:36

## Notowania
| Kraj   | Lista (2023)             | Najwyższa pozycja |
| ------ | ------------------------ | ----------------- |
| Polska | Billboard Poland Songs   | 16                |
| Polska | OLiS – single w streamie | 6                 |

| Kraj   | Lista (2023)                    | Najwyższa pozycja |
| ------ | ------------------------------- | ----------------- |
| Polska | OLiS – oficjalna lista airplay. | 23                |

| Kraj   | Lista (2023)             | Pozycja |
| ------ | ------------------------ | ------- |
| Polska | OLiS – single w streamie | 7       |

## Certyfikaty
| Kraj          | Certyfikat       | Sprzedaż |
| ------------- | ---------------- | -------- |
| Polska (ZPAV) | diamentowa płyta | 250 000+ |

## Wyróżnienia
| Rok  | Konkurs    | Kategoria                   | Rezultat    |
| ---- | ---------- | --------------------------- | ----------- |
| 2023 | Gorąca 100 | 100 największych hitów 2023 | 28. miejsce |